# Десятый молодёжный альбом
«Десятый молодёжный альбом» — студийный альбом советской рок-группы «ДК», выпущенный, записанный в 1982—1983 годах в подвалах общежития Московского Института Стали и Сплавов на бытовой магнитофон «Ростов». Сводился у Равиля Дианова на «Электрониках». Называется «10-м молодёжным», поскольку считается, что впервые он был выпущен магнитоальбомом в 1984 году 10-м по счёту релизом.
По некоторым источникам, является первым магнитоальбомом группы «ДК», но это не так, поскольку материал был собран из двух «пилотников» — «Шызгар» (1982) и «Голые ноги» (1982).
Альбом был переиздан в 1994 году на «SNC Records» тиражом 1000 экз. безо всякой реставрации, диск изготовлен в Австрии. Также имеется пиратская версия китайского происхождения, тираж — 15 000 экземпляров.
Упоминается в книге Александра Кушнира «100 магнитоальбомов советского рока» наравне с альбомом «Лирика».

## Пародии в альбоме
В этом альбоме группа «ДК» впервые, по словам лидера группы Сергея Жарикова, стебалась над русским роком в целом. В альбоме были обыграны и остёбаны «Машина Времени» (песня «Новый поворот»), «Clash», Элис Купер, «Kiss» и русская народная песня «По улице ходила большая Крокодила».

## Проблемы с выпуском альбома и запрещение к тиражированию
Альбом создавался и выпускался очень напряжённо, поскольку в самом начале 1984 года Жариков попал под «прокурорский надзор», а после выхода первых двух «номерных» магнитоальбомов («Увезу тебя я в тундру» и «Их нравы») группу «ДК» запретили. И тогда, в отсутствии живых концертов Жариков вынужденно сосредоточился на производстве записей, одной из первых как раз и стал этот магнитоальбом, названный «десятым» исключительно в целях конспирации.

## Влияние
- «Десятый молодёжный альбом» и «Киселёв» — любимые пластинки Егора Летова, который, согласно интервью в Москве в 1997 году, впервые услышал эти альбомы в 1988 году[4], после чего был потрясён, найдя группу «ДК» «не похожей ни на что другое».
- Песня «Новый поворот» была использована в фильме Алексея Балабанова «Груз 200».
- Писатель Александр Кушнир в книге «100 магнитоальбомов советского рока» пишет:

Своими ранними работами — такими, как «Лирика» и «10-й молодёжный альбом» — «ДК» довольно убедительно прикрыли за собой дверь в семидесятые. Оглядываясь назад, они упорно двигались вперед, оставляя у себя за спиной толпы недоброжелателей и шлейф из разрушенных штампов, изуродованных клише и поруганных стереотипов Большого Рока. Так создавались новые сплавы. Так закалялась сталь.
- Интернет-журнал «УндергрундХерос» пишет об альбоме следующее:

Впоследствии Жариков назовёт это «русским трэшем» как отдельным видом советского и пост-советского искусства, где музыкальные аранжировки и текстовые аллюзии будут создавать особую «художественную картину». В данном случае — картину зачастую «зловонной» советской действительности, которую вспоминает не каждый. Неудивительно, что песня из данного альбома вошла в саундтрек балабановского «Груза 200». Будьте осторожны: количество копрофилии и женоненавистничества в текстах могут повергнуть в шок неподготовленного слушателя.

## Список композиций
Слова и музыка всех песен — написаны Сергеем Жариковым (кроме указанных отдельно).
| №   | Название               | Текст песни            | Музыка                                 | Длительность |
| --- | ---------------------- | ---------------------- | -------------------------------------- | ------------ |
| 1.  | «Шизгара»              | Д.Яншин                |                                        | 1:51         |
| 2.  | «Вермут мутно-розовый» | К.Бальмонт, С.Жариков  |                                        | 3:17         |
| 3.  | «Фонари»               | И.Анненский, С.Жариков |                                        | 3:44         |
| 4.  | «Шалала»               |                        |                                        | 1:39         |
| 5.  | «Сегодня мне хорошо»   |                        |                                        | 2:08         |
| 6.  | «Песня для друга»      |                        |                                        | 2:11         |
| 7.  | «Молодёжный Блюз»      |                        |                                        | 4:28         |
| 8.  | «Новый поворот»        |                        |                                        | 3:47         |
| 9.  | «Оптимизм»             |                        |                                        | 2:12         |
| 10. | «Я тебя не люблю»      |                        | Винс Тейлор, С.Жариков                 | 1:50         |
| 11. | «Голые ноги»           |                        | С.Жариков/Д. Чайлд, П.Стенли, В.Понциа | 4:27         |
| 12. | «Пар Культуры»         |                        |                                        | 4:53         |
| 13. | «Одиннадцать часов»    |                        |                                        | 2:11         |
| 14. | «Милая тётя»           |                        |                                        | 3:07         |
| 15. | «Кака»                 |                        |                                        | 3:46         |
| 16. | «Вот!»                 |                        |                                        | 0:41         |

## Участники записи альбома
- Евгений Морозов — вокал
- Дмитрий Яншин — гитара, аранжировки, тексты
- Сергей Полянский — бас
- Александр Белоносов — клавиши
- Сергей Жариков — барабаны, вокал, тексты и музыка песен
- Ольга Померанцева — художественный редактор
- Анатолий Кириллин — музыкальный редактор